# Gazeta de Literatura
Gazeta de Literatura (abreviado Gaz. Lit.) es un libro con ilustraciones y descripciones botánicas que fue escrito por el médico y botánico español Vicente Cervantes. Fue publicado en México en un volumen con dos partes en los años 1788–90. Fue continuado por Gazeta de literatura de México.